# Trophée F.-W.-« Dinty »-Moore
Le trophée F.-W.-« Dinty »-Moore est un trophée de hockey sur glace de la Ligue de hockey de l'Ontario. Il est remis annuellement au gardien débutant ayant la moyenne de buts encaissés par match la plus basse durant la saison régulière. Le joueur doit avoir participé au minimum à 1 320 minutes devant les filets. 
Le trophée honore F. W. « Dinty » Moore, natif de Port Colborne, président de l'Association de hockey de l'Ontario (AHO) de 1942 à 1945. Moore a été intronisé comme membre à vie de l'AHO en 1962.

## Palmarès
Le trophée est remis chaque année à l'exception de l'année 2021.
| Saison    | Joueur             | Équipe                              | Moy  |
| --------- | ------------------ | ----------------------------------- | ---- |
| 1975-1976 | Mark Locken        | Fincups de Hamilton                 | 3,14 |
| 1976-1977 | Barry Heard        | Knights de London                   | 3,28 |
| 1977-1978 | Ken Ellacott       | Petes de Peterborough               | 3,56 |
| 1978-1979 | Nick Ricci         | Flyers de Niagara Falls             | 3,46 |
| 1979-1980 | Mike Vezina        | 67's d'Ottawa                       | 3,93 |
| 1980-1981 | John Vanbiesbrouck | Greyhounds de Sault-Sainte-Marie    | 4,14 |
| 1981-1982 | Shawn Kilroy       | Petes de Peterborough               | 2,97 |
| 1982-1983 | Dan Burrows        | Bulls de Belleville                 | 4,13 |
| 1983-1984 | Gerry Iuliano      | Greyhounds de Sault-Sainte-Marie    | 3,64 |
| 1984-1985 | Ron Tugnutt        | Petes de Peterborough               | 3,77 |
| 1985-1986 | Paul Henriques     | Bulls de Belleville                 | 3,6  |
| 1986-1987 | Jeff Hackett       | Generals d'Oshawa                   | 3,04 |
| 1987-1988 | Todd Bojcun        | Petes de Peterborough               | 2,93 |
| 1988-1989 | Jeff Wilson        | Raiders de Kingston                 | 3,99 |
| 1989-1990 | Sean Basilio       | Knights de London                   | 3,65 |
| 1990-1991 | Kevin Hodson       | Greyhounds de Sault-Sainte-Marie    | 3,22 |
| 1991-1992 | Sandy Allan        | Centennials de North Bay            | 3,85 |
| 1992-1993 | Ken Shepard        | Generals d'Oshawa                   | 3,48 |
| 1993-1994 | Scott Roche        | Centennials de North Bay            | 3,52 |
| 1994-1995 | David MacDonald    | Wolves de Sudbury                   | 3,07 |
| 1995-1996 | Brett Thompson     | Storm de Guelph                     | 3,09 |
| 1996-1997 | Shawn Degagné      | Rangers de Kitchener                | 3,29 |
| 1997-1998 | Seamus Kotyk       | 67's d'Ottawa                       | 2,66 |
| 1998-1999 | Levente Szuper     | 67's d'Ottawa                       | 2,33 |
| 1999-2000 | Andrew Sim         | Sting de Sarnia                     | 2,93 |
| 2000-2001 | Andy Chiodo        | St. Michael's Majors de Toronto     | 2,49 |
| 2001-2002 | Jason Bacashihua   | Whalers de Plymouth                 | 2,34 |
| 2002-2003 | Ryan Munce         | Sting de Sarnia                     | 2,64 |
| 2003-2004 | Ryan MacDonald     | Knights de London                   | 2,06 |
| 2004-2005 | Kyle Gajewski      | Greyhounds de Sault-Sainte-Marie    | 2,55 |
| 2005-2006 | Ryan Daniels       | Spirit de Saginaw                   | 4,13 |
| 2006-2007 | Michal Neuvirth    | Whalers de Plymouth                 | 2,32 |
| 2007-2008 | Josh Unice         | Rangers de Kitchener                | 2,45 |
| 2008-2009 | J.P. Anderson      | St. Michael's Majors de Mississauga | 2,94 |
| 2009-2010 | Petr Mrazek        | 67's d'Ottawa                       | 3    |
| 2010-2011 | Matej Machovsky    | Battalion de Brampton               | 2,9  |
| 2011-2012 | Daniel Altshuller  | Generals d'Oshawa                   | 3,55 |
| 2012-2013 | Alex Nedeljkovic   | Whalers de Plymouth                 | 2,28 |
| 2013-2014 | Matthew Mancina    | Storm de Guelph                     | 2,43 |
| 2014-2015 | Michael McNiven    | Attack d'Owen Sound                 | 2,79 |
| 2015-2016 | Michael DiPietro   | Spitfires de Windsor                | 2,45 |
| 2016-2017 | Matthew Villalta   | Greyhounds de Sault-Sainte-Marie    | 2,41 |
| 2017-2018 | Jordan Kooy        | Knights de London                   | 3,11 |
| 2018-2019 | Ethan Taylor       | Greyhounds de Sault-Sainte-Marie    | 3,24 |
| 2019-2020 | Brett Brochu       | Knights de London                   | 2,40 |
| 2021-2022 | Dom DiVincentiis   | Battalion de North Bay              | 2,59 |
| 2022-2023 | Zach Bowen         | Knights de London                   | 3,10 |
| 2023-2024 | Jack Ivankovic     | Steelheads de Mississauga           | 2,72 |